# Via de sinalização Notch
A via de sinalização Notch é uma via de sinalização celular, justácrina e altamente conservada de Drosophilas até humanos, que atua principalmente no desenvolvimento de células embrionárias, coordenando a diferenciação celular, proliferação celular e apoptose . Ela foi sugerida pela primeira vez em 1937 por Donald F. Poulson, quando estudava a ablação de partes do cromossomo X em Drosophila Melanogaster . 
Notch são proteínas transmembrânicas que ao se ligarem com proteínas, também transmembrânicas (como Delta, Jagged ou Serrate), da célula vizinha ativam uma cascata bioquímica. Elas estão envolvidas na formação de vários órgãos de vertebrados e são receptores extremamente importantes principalmente no sistema nervoso ditando a diferenciação celular .
Uma célula indutora - normalmente com o ligante Delta - interage com uma célula vizinha portadora da proteína Notch, chamada de responsiva. Quando a proteína Delta, Jagged ou Serrate se liga a proteína Notch esta sofre mudança de conformação e parte do seu domínio citoplasmático é clivado pela protease presenilina 1. A parte clivada da proteína Notch entra no núcleo da célula e se liga ao fator de transcrição dormente da família CSL ativando genes alvo . 

## Inibição lateral

Esquema demonstrando ligação entre o ligante Delta e o receptor Notch.

O processo de inibição lateral foi sugerido, pela primeira vez, pelos pesquisadores Chris Doe e Corey Goodman, em 1985, ao estudar a ectoderme neural de gafanhotos e perceber que para que diferenciação do neuroblasto acontecesse era necessário que uma interação célula-célula ocorresse . Posteriormente provou-se que essa interação era feita envolvendo a proteína Notch .
Se na interação célula-célula estiverem presentes, em células diferentes, o ligante Delta e o receptor Notch, a cascata bioquímica culminará no processo de inibição lateral, onde a célula com o receptor tem sua diferenciação inibida pela célula com o ligante . 
O ligante Delta é produzido em maior quantidade por células que estão em processo de diferenciação celular que "avisam" as que estão ao redor para que não tomem o mesmo caminho de desenvolvimento. Quanto maior é a expressão do ligante Delta por uma célula, maior é sua capacidade de impedir que células adjacentes se diferenciem da mesma forma e ao mesmo tempo .
A inibição lateral ocorre de maneira competitiva. Delta se liga ao receptor Notch de células vizinhas e, além de inibir a diferenciação, inibe a expressão do ligante Delta nessas células. Esse processo também é recíproco, ou seja, a célula com o receptor Notch inibe expressão de outras proteínas Notch na célula vizinha com a proteína ligante Delta .
Nesse processo de inibição competitiva, quando uma célula mostra uma capacidade maior de inibição sobre as outras células ao seu redor, pela maior expressão de Delta, gera como consequência, a inibição de todas as células vizinhas, que, ao deixar de expressar Delta, são cada vez mais inibidas por essa célula de maior expressão do ligante e têm sua capacidade de inibição diminuída, até que param de expressá-lo por completo. A célula inibidora será única, nesse grupo de células, que dará origem a um determinado tipo celular, diferente das células ao seu redor.
Um exemplo de inibição lateral é a formação de cerdas sensoriais em moscas. No início, as células vizinhas à célula que formará a cerda são inibidas e se diferenciam em células epidérmicas. Posteriormente, o mecanismo inibitório atua na formação dos componentes da cerda. Uma mutação no gene que expressa Notch não permite a definição de qual célula irá se diferenciar em determinado tipo e quais se diferenciarão em outro. Como todas células de uma mesma região possuem o potencial de se diferenciar igualmente, essa falha faz com que quase todas células tomem o mesmo caminho na diferenciação, produzindo, por exemplo, um excesso de cerdas sensoriais na região da epiderme da mosca que sofreu a mutação. Defeitos nesse processo podem ocorrer também em células neurais, quando células vizinhas a neurônios não sofrem inibição e se desenvolvem também em neurônios, produzidos, assim, em excesso, o que pode levar à morte.
O mecanismo de competição frequentemente é desigual desde o início. No processo de divisão celular, uma proteína chamada Numb é fornecida a uma das células-filhas. Aquela que detém essa proteína possui uma ligeira vantagem em relação às outras, pois Numb interage com Notch bloqueando sua atividade. Se Notch é bloqueado, os sinais inibitórios não são captados e a célula se diferencia e inibe as outras com mais facilidade.
Nem sempre a sinalização por Notch atua por inibição. Em alguns casos, ocorre o oposto, quando a sinalização induz um comportamento similar em células vizinhas.

## Função
A via de sinalização faz parte de diferentes processos. Em geral, pode-se dizer que a sinalização por Notch atua no balanceamento entre diferentes tipos celulares, possibilitando a diferenciação de determinadas células e garantindo que suas vizinhas não sigam pelo mesmo caminho .